# Croisy-sur-Eure
 Croisy-sur-Eure  là một xã thuộc tỉnh Eure trong vùng Normandie miền bắc nước Pháp.
The popular Gournay cheese Boursin is manufactured here.